# ماریون فورکس (اورگن)
ماریون فورکس (به انگلیسی: Marion Forks) یک منطقهٔ مسکونی در ایالات متحده آمریکا است که در Linn County واقع شده‌است. ماریون فورکس ۷۴۳٫۱۱ متر بالاتر از سطح دریا واقع شده‌است.